# Lemmon
Lemmon – miasto w Stanach Zjednoczonych, w stanie Dakota Południowa, w hrabstwie Perkins.